# Orden de la Estrella Polar (Mongolia)
La Orden de la Estrella Polar (en mongol: ᠠᠯᠲᠠᠨ ᠭᠠᠳᠠᠰᠤ ᠣᠳᠤᠨ, romanizado: Алтан гадас одон) es una medalla estatal de Mongolia, que se creó por primera vez durante la época de la República Popular de Mongolia. De acuerdo con las «Reglas de títulos, insignias, condecoraciones y medallas de la República Popular de Mongolia» aprobadas por el Decreto n.º 148 del Presídium del Gran Jural de la República Popular de Mongolia el 30 de junio de 1990, ocupa el cuarto lugar.

## Estatuto
El reglamento por el que fue creada se aprobó por Resolución del Presídium del Gran Jural (parlamento) y el Consejo de Ministros de la República Popular de Mongolia N.º 26-27 de fecha 16 de mayo de 1941:

La Orden de la Estrella Polar se otorga a soldados, oficiales, trabajadores políticos del MPRA, militares de las tropas fronterizas del Ministerio del Interior, arats, trabajadores, empleados y otros ciudadanos que han logrado un éxito notable en el fortalecimiento del poder militar del MPR, el fortalecimiento de la defensa del país, el desarrollo de la economía, la cultura y la salud nacionales».

## Descripción
El diseño del medallón ha sufrido varios cambios a lo largo de los años, algunos muy pequeños, debido principalmente al cambio en el nombre y los símbolos estatales, así existen cuatro tipos básicos que se corresponden a los años 1936, 1940, 1941 y 1970. Así mismo en 1961 se cambió la barra de la cinta del pasador.

### Tipo I (1936-1940)
La insignia está hecha por el método de acuñación. Altura de la placa 54 mm, ancho 45 mm. La placa está fabricada en metal blanco, peso total (sin tuerca): 32,8 g.
El anverso de la insignia es un escudo ovalado cubierto de esmalte azul grisáceo con un brillo plateado. En el borde exterior de la insignia, hay un borde dorado en forma de rayos en relieve que se expanden hacia abajo. En el centro hay una estrella de cinco puntas de esmalte rojo. Desde debajo de los rayos inferiores de la estrella, los rayos diédricos puntiagudos dorados del sol sobresalen hasta el borde del letrero, en la parte superior detrás de la estrella: los ejes de las banderas de esmalte rojo. La estrella tiene el escudo de armas de Soyombo. Cada ventana contiene dos sílabas (del antiguo alfabeto mongol, cubiertas con esmalte blanco (y una letra más está ubicada en el rayo central en la esquina inferior) Estas cartas son las abreviaturas de las palabras: «Бугд, Наирамдах, Монгол, Ард, Улс, что в переводе означает», que significa «República Popular de Mongolia».
El reverso de la insignia es liso, ligeramente cóncavo. En el centro del letrero, se suelda un pasador roscado con una tuerca para sujetar el letrero a la ropa. Debajo del pin hay un sello en forma de accionado en letras invertidas "TA".

### Tipo II (1940)
La insignia de la orden está hecha de plata, el anverso es dorado. Dimensiones de la placa de pedido: la distancia entre los extremos opuestos de la estrella es de 53 mm. Peso de la placa (sin tuerca) 41,9 g.
El anverso es una estrella de seis puntas, cuya superficie está hecha en forma de rayos puntiagudos planos divergentes de diferentes longitudes. En el centro hay un escudo redondo cubierto con esmalte azul. Un elemento convexo, esmaltado en blanco, del adorno mongol «ulziy-hee», que significa «felicidad, bondad, bienestar», se superpone al escudo. En la parte superior del adorno hay el escudo de armas en relieve de la República Popular de Mongolia del tipo 1940, cubierto con esmalte rojo, verde, azul y amarillo.
El reverso de la insignia está ligeramente curvado, con trazos de contra-relieve. En el centro se suelda un alfiler roscado con una tuerca para sujetar el pedido a la ropa, y quedan rastros de tres remaches con los que se adhiere el escudo y el adorno a la estrella. En la parte superior está grabada una inscripción de dos líneas: «двор». El número de identificación de la medalla está grabado en la parte inferior.

### Tipo III (1940-1941)
La insignia de la orden está hecha de plata, el anverso está dorado. Dimensiones de la placa de la orden: la distancia entre los extremos opuestos de la estrella es de 53 mm. El peso de la placa de pedido (sin tuerca) 41,9 g.
El anverso es una estrella de seis puntas, cuya superficie está formada por rayos puntiagudos planos divergentes de diferentes longitudes. En el centro de la insignia hay un escudo redondo cubierto con esmalte azul. Un elemento convexo, esmaltado en blanco, del adorno mongol «ulziy hee», que significa «felicidad, bondad, bienestar», se superpone al escudo. En la parte superior del adorno hay el escudo de armas en relieve de la República Popular de Mongolia del tipo 1941, cubierto con esmalte rojo, verde, azul y amarillo.
El reverso está ligeramente curvado, con trazos de contra-relieve. En el centro se suelda un alfiler roscado con una tuerca para sujetar el pedido a la ropa, y quedan rastros de tres remaches con los que se adhiere el escudo y el adorno a la estrella. En la parte superior está grabada una inscripción de dos líneas: «двор». El número de identificación de la medalla está grabado en la parte inferior.

### Tipo IV (1970-presente)
La insignia de la orden está hecha de plata, el anverso está dorado. Dimensiones de la placa de la orden: la distancia entre los extremos opuestos de la estrella es de 53 mm. El peso de la placa (sin tuerca) es de 41,9 g.
El anverso es una estrella de seis puntas, cuya superficie está formada por rayos puntiagudos planos divergentes de diferentes longitudes. En el centro hay un escudo redondo cubierto con esmalte azul. Un elemento convexo, esmaltado en blanco, del adorno mongol «ulziy hee», que significa «felicidad, bondad, bienestar», se superpone al escudo. En la parte superior del adorno hay un escudo de armas en relieve de la República Popular de Mongolia de tipo 1970, cubierto con esmalte rojo, azul, verde y amarillo.
El reverso está ligeramente curvado, con trazos de contra-relieve. En el centro hay un alfiler especial para sujetar el pedido a la ropa y hay rastros de tres remaches, con la ayuda de los cuales se adhiere el escudo y el adorno a la estrella. En la parte superior está grabada una inscripción de dos líneas: «двор». El número de identificación de la medalla está grabado en la parte inferior.

## Barra de uso diario
Para el uso diario, la orden tenía un símbolo en forma de barra de pedido. Hasta 1961, la barra de la orden era de metal rectangular, recubierta de esmalte de colores. A partir de 1961, las tiras de esmalte fueron reemplazadas por tiras cubiertas con cintas de muaré en los colores del pedido.
| Cinta de la Orden antes de 1961 | Cinta de la Orden después de 1961 |
|                                 |                                   |